# Jean-Jacques Aillagon
Jean-Jacques Aillagon (sinh ngày 2 tháng 10 năm 1946, Metz) là một chính khách người Pháp, một người thân cận của Jacques Chirac và là thành viên của đảng chính trị Liên minh vì Phong trào Nhân dân (UMP). Từ năm 1972 đến 1976, ông là một giáo viên trung học ở vùng Corrèze của Pháp. Từ 1982 đến 2002, ông là quản trị viên và cuối cùng là Chủ tịch của Trung tâm Georges-Pompidou tại Paris.
Ông trở thành Bộ trưởng Bộ Văn hóa và Truyền thông trong chính phủ quốc gia của Jean-Pierre Raffarin từ năm 2002 đến 2004. Năm 2005, ông được bầu làm CEO của đài truyền hình vệ tinh toàn cầu TV5MONDE.
Theo sắc lệnh ngày 6 tháng 6 năm 2007, ông được bổ nhiệm làm Chủ tịch của Château de Versailles (Etablissement public du musée et du domaine national de Versailles) (Journal Officiel n°01310 dated 07/06/2007). Ông cũng là thành viên của The Conseil Économique et Social (Hội đồng Kinh tế và Xã hội), hội đồng hiến pháp quan trọng thứ ba của Pháp. Jean-Jacques Aillagon là một người thân cận của François Pinault.
Aillagon là người đồng tính công khai.

## Tiểu sử
- 2005: Được bầu làm CEO của TV5MONDE, mạng lưới truyền hình toàn cầu lớn thứ tư trên toàn thế giới sau BBC, CNN và MTV.
- 2002-2004: Jean-Jacques Aillagon được bổ nhiệm làm Bộ trưởng Bộ Văn hóa và Truyền thông vào ngày 7 tháng 5 năm 2002.
- 2002: Đổi mới, theo Nghị định ngày 7 tháng 3 năm 2002, được bổ nhiệm làm Chủ tịch Trung tâm Văn hóa Nghệ thuật Quốc gia Georges Pompidou
- 1999: Đổi mới, theo Nghị định ngày 26 tháng 3 năm 1999, về việc bổ nhiệm làm Chủ tịch Trung tâm Văn hóa Nghệ thuật Quốc gia Georges Pompidou
- 1996: Được bổ nhiệm, theo Nghị định ngày 17 tháng 12 năm 1996, Chủ tịch Phái đoàn 2000 tại Pháp.  Được Thủ tướng giao nhiệm vụ phản ánh về việc tổ chức lễ kỷ niệm bắt đầu thiên niên kỷ thứ ba của Pháp
- Được bổ nhiệm, theo Nghị định ngày 28 tháng 3 năm 1996, Chủ tịch Trung tâm Văn hóa Nghệ thuật Quốc gia Georges Pompidou
- 1995: Chịu trách nhiệm tổng thể tổ chức "Năm Pháp-Ai Cập" (1997–1998)
- Được bầu làm Chủ tịch Hiệp hội các Giám đốc Văn hóa của các thành phố lớn của Pháp
- 1993: Giám đốc các vấn đề văn hóa của thành phố Paris
- 1992: Giám đốc điều hành của Paris Vidéothèque [thư viện video]
- 1990: Điều phối viên của lễ kỷ niệm đánh dấu một trăm năm ngày sinh của Tướng de Gaulle
- 1988: Trưởng phòng tổ chức sự kiện văn hóa của thành phố Paris
- 1985: Phó giám đốc các vấn đề văn hóa của thành phố Paris, và giám đốc văn phòng thông tin văn hóa
- 1982: Ủy viên của Bảo tàng Nghệ thuật Hiện đại Quốc gia tại Trung tâm Georges Pompidou
- 1981: Trợ lý Giám đốc của École nationalale supérieure des Beaux-Arts, chịu trách nhiệm về chương trình văn hóa và khoa học của Viện
- 1978: Trưởng phòng Triển lãm và Quan hệ Đối ngoại tại École nationalale supérieure des Beaux-Arts
- 1977: Trưởng phòng Lưu trữ Kiến trúc tại École nationalale supérieure des Beaux-Arts
- 1976: Về biệt phái cho Bộ Văn hóa. Nhà nghiên cứu tại Trung tâm nghiên cứu và nghiên cứu kiến trúc
- 1973-1976: Giáo viên tại Egletons và Tulle lycées (Corrèze).